# European Shield
La European Shield era un torneo di ripescaggio per le squadre eliminate dalla prima fase della European Challenge Cup, allora ad eliminazione diretta con gare di andata e ritorno. Il nome "European Shield" era in precedenza utilizzato per indicare quella che sarebbe divenuta l'attuale European Challenge Cup, dalla stagione 2002-03.
Nella stagione 2004-05 alle dodici squadre eliminate dalla European Challenge Cup si aggiunsero Bucarest (Romania), Club de Rugby UCM (Spagna), Bera Bera (Spagna) e CDU Lisbona (Portogallo).
Dal 2005, in seguito alla riorganizzazione della European Challenge Cup, la competizione non venne più disputata.

## Finali

### 2003
| Reading 25 maggio 2003, ore 16 | Castres         | 40 – 12 | Caerphilly | Madejski Stadium (3.500 spett.)\| Arbitro: \| Donald Courtney \| |
| Arbitro:                       | Donald Courtney |         |            |                                                                  |

### 2004
| Parma 21 maggio 2004, ore 21 | Viadana      | 19 – 25 | Montpellier | Stadio Sergio Lanfranchi (2.553 spett.)\| Arbitro: \| Dave Pearson \| |
| Arbitro:                     | Dave Pearson |         |             |                                                                       |

### 2005
| Oxford 21 maggio 2005, ore 21 | Auch          | 23 – 10 | Worcester | Kassam Stadium (2.823 spett.)\| Arbitro: \| Carlo Damasco \| |
| Arbitro:                      | Carlo Damasco |         |           |                                                              |